# 柴崎力栄
柴崎 力栄（しばさき りきえい、1954年 - ）は、日本の歴史学者（日本近現代政治史）。学位は文学修士（東京大学）。
東京大学百年史編集室室員、青山学院大学文学部講師、大阪工業大学工学部助教授、大阪工業大学知的財産学部助教授、大阪工業大学知的財産学部准教授などを歴任した。

## 来歴

### 生い立ち
1954年（昭和29年）に生まれた。国が設置・運営する東京大学に進学し、文学部にて国史学を学んだ。1977年（昭和52年）3月、東京大学を卒業した。それに伴い、文学士の称号を取得した。同年4月、東京大学の大学院に進学し、人文科学研究科にて国史学を学んだ。大学院には1984年（昭和59年）3月まで在籍した。なお、その間に、東京大学より文学修士の学位を取得している。

### 歴史学者として
大学院生として在学中の1979年（昭和54年）4月より、母校である東京大学の百年史編集室に室員として非常勤で勤務しており、1986年（昭和61年）3月まで務めた。なお、1984年（昭和59年）4月から1985年（昭和60年）3月までの間は、国の特殊法人である日本学術振興会の奨励研究員にも選任されていた。また、1985年（昭和60年）4月からは、青山学院が設置・運営する青山学院大学にて文学部の講師を非常勤で務めていたが、1988年（昭和63年）3月に退任した。
1988年（昭和63年）4月、大阪工大摂南大学が設置・運営する大阪工業大学に採用され、工学部の講師を専任で務めることになった。1992年（平成4年）3月まで講師を務めたが、同年4月に助教授に昇任した。それ以来、2003年（平成15年）3月に至るまで工学部の助教授を務めてきたが、新設された知的財産学部に同年4月に異動し、そちらが本務となった。知的財産学部では2007年（平成19年）3月まで助教授を務めてきたが、学校教育法の改正にともない、同年4月より准教授となった。2018年（平成30年）3月、大阪工業大学を定年退職した。

## 研究
専門は歴史学であり、特に日本史を研究していた。具体的には、日本近現代政治史といった分野の研究に従事していた。政治家の伊藤直純についても研究しており、伊藤隆と季武嘉也が編んだ『近現代日本人物史料情報辞典』においても執筆している。

## 略歴
- 1954年 - 誕生[1]。
- 1977年 - 東京大学文学部卒業[2]。
- 1979年 - 東京大学百年史編集室室員[4]。
- 1984年 - 東京大学大学院人文科学研究科修了[2]。
- 1984年 - 日本学術振興会奨励研究員[4]。
- 1985年 - 青山学院大学文学部講師[4]。
- 1988年 - 大阪工業大学工学部講師[4]。
- 1992年 - 大阪工業大学工学部助教授[4]。
- 2003年 - 大阪工業大学知的財産学部助教授[4]。
- 2007年 - 大阪工業大学知的財産学部准教授[4]。
- 2018年 - 大阪工業大学定年退職。

## 著作

### 共著
- 福地惇・佐々木隆編『明治日本の政治家群像』吉川弘文館、1993年。ISBN 4642036512

### 寄稿、分担執筆、等
- 町田忠治伝記研究会編著『町田忠治』伝記編、桜田会、1996年。全国書誌番号:97033878
- 町田忠治伝記研究会編著『町田忠治』史料編、桜田会、1996年。全国書誌番号:97033878
- 伊藤隆・季武嘉也編『近現代日本人物史料情報辞典』4巻、吉川弘文館、2011年。ISBN 9784642014601

## 不祥事
東日本大震災後に「弁当にベクレルが入っている」とX（当時はTwitter）に書き込み問題となった。ベクレルは1秒間当たりに放射性物質の原子核が変化する回数（回／秒）を表す放射性物質に関する「単位」であり、なおかつ放射性物質は味覚で感じ取ることはできない。

### 註釈
1. ↑  東京大学は、のちに国から国立大学法人東京大学に移管された。
2. ↑  文学士の称号は、のちの学士（文学）の学位に相当する。
3. ↑  東京大学大学院人文科学研究科は、のちに東京大学大学院人文社会系研究科の源流の一つとなった。
4. ↑  文学修士の学位は、のちの修士（文学）の学位に相当する。
5. ↑  日本学術振興会は、のちに独立行政法人日本学術振興会の源流の一つとなった。
6. ↑  学校法人大阪工大摂南大学は、のちに学校法人常翔学園の源流の一つとなった。

## 関連人物
- 伊藤隆 (歴史学者)
- 佐々木隆 (歴史学者)
- 季武嘉也
- 福地惇